# Технический индикатор
Технический индикатор (технический индикатор рынка, индикатор рынка, индикатор технического анализа, редко технический индекс; англ. technical market indicator) — функция, построенная на значениях статистических показателей торгов (цены, объём торгов и т. д.), анализ поведения которой призван ответить на вопрос изменится или сохранится текущая тенденция на рынке.
На основе анализа технических индикаторов трейдеры, сторонники технического анализа, принимают решение об открытии (расширении) или закрытии (сокращении) позиций.
В этом случае технические индикаторы обычно применяются в виде графиков, наложенных или совмещённых с графиками цен/объёмов торгуемых инструментов.
Кроме того, технические индикаторы в той или иной мере используются механическими торговыми системами при алгоритмической торговле.

## Происхождение названия
Техническими индикаторы названы потому, что они используют лишь статистические показатели торгов (рынков) и не принимают во внимание фундаментальные показатели торгуемых инструментов, например, такие как выручка и прибыль компаний, чьи ценные бумаги торгуются на фондовом рынке.

## Классификация
По предназначению технические индикаторы принято делить на следующие подгруппы:
- Индикаторы тенденций (трендеследующие[3]) — подтверждающие тенденции.
- Осцилляторы — предсказывающие развороты тенденций.
- Канальные индикаторы[3].

## Рыночные индикаторы
Большая часть технических индикаторов рассчитывается на основе данных по одному инструменту (ценной бумаге: акции, облигации; валютной паре; синтетическому инструменту и т. п. и их деривативам).
Однако, существуют и так называемые рыночные индикаторы (англ. market indicators), которые позволяют оценить динамику рынка в целом.
В качестве параметров при построении рыночных индикаторов используются штучные показатели (количество выросших и/или упавших инструментов, количество инструментов достигших новых максимумов/минимумов), объёмные показатели (суммарные объёмы торгов по инструментам отобранным по определённым критериям) и их соотношения.
Использовать рыночные индикаторы для одного единственного инструмента невозможно, в силу недостаточности данных.
Торговые стратегии, построенные на применении рыночных индикаторов, оперируют общерыночными инструментами, такими, как фьючерс на индекс, индексный фонд, валютная корзина, сбалансированный портфель инструментов и аналогичными.
Примерами рыночных индикаторов могут служить: Индекс Армса, Осциллятор Макклеллана, Линия роста/падения и т. п.

## Популярные технические индикаторы
- Donchian channel
- KST (Знать наверняка)
- Williams %R
- Trix (Трикс)
- Адаптивная скользящая средняя Кауфмана (англ. AMA, KAMA, AMkA, Kaufman's Adaptive Moving Average)
- Аллигатор (фондовый рынок)
- Анализ опционных уровней
- Балансовый объём (англ. OBV, on-balance volume)
- Индекс Армса (англ. Arms Index, TRIN, Arms’ Short-Term Trading Index, MKDS)
- Индекс денежного потока (англ. MFI, money flow index)
- Индекс массы (англ. MI, mass index)
- Индекс накопления/распределения (англ. accumulation/distribution index)
- Индекс относительной силы (англ. relative strength index, RSI)
- Индекс суммирования Макклеллана (англ. McClellan summation index)
- Индекс отрицательного объёма (англ. NVI, negative volume index)
- Индекс положительного объёма (англ. PVI, positive volume index)
- Индекс товарного канала (англ. commodity channel index, CCI)
- Индикатор MACD (англ. MACD)
- Индикатор Ишимоку (англ. Ichimoku Kinko Hyo)
- Индикаторы настроения рынка
- Канал Кельтнера (англ. Keltner channel)
- Кривая Коппока (англ. Coppock curve)
- Лёгкость движения (англ. EMV, Arms’ Ease of Movement Value)
- Линии Боллинджера (англ. Bollinger bands)
- Линия роста/падения (англ. ADL, advance–decline line)
- Метод волновой симметрии
- Моментум (англ. Momentum, Rate of Change, RoC))
- Окончательный осциллятор (англ. UOS, ultimate oscillator)
- Осциллятор Макклеллана (англ. McClellan oscillator)
- Параболическая система времени/цены (англ. parabolic time/price system, stop and reverse price, SAR)
- Поддержка/сопротивление[англ.]
- Система направленного движения (группа индикаторов англ. DMS, DMI, DXI, ADX)
- Скользящее среднее (англ. MA, SMA, EMA, VMA, WMA)
- Стохастический осциллятор (англ. stochastic oscillator)
- Сумма открытых позиций (англ. open interest)
- Линии тренда
- Тренд цены и объёма (англ. PVT, price–volume trend, VPT, volume–price trend)
- Японские свечи